# The Sword of Islam
The Sword of Islam é um documentário britânico de 1988 dirigido por David Darlow. O filme é uma produção da Granada Television.

## Enredo
The Sword of Islam explora o mundo dos fundamentalistas muçulmanos. 

## Prêmios
Emmy Internacional 1987
- Melhor Documentário (venceu)[3]